# Philharmoniker Hamburg
Els Philharmoniker Hamburg formen l'orquestra de l'Òpera d'Estat d'Hamburg a Alemanya. Fins al 2006 es deien Philharmonisches Staatsorchester Hamburg. Llur sala residencial és la Laeiszhalle i la directora actual Simone Young.

## Història
La ciutat estat lliure i hanseàtica d'Hamburg, mai no va ser una ciutat de residència de qualsevol cort. Així totes les iniciatives culturals (museus, orquestres, sales de concerts…) van ser el resultat d'iniciatives privades dels seus ciutadans, polítics, comerciants i industrials. S'hi veu l'expressió per excel·lènica del seu espèrit hanseàtic: llibertat i independència pels beneficis del treball ben fet.
L'orchestra es remunta a 1828 quan va fundar-se la societat Philharmonische Konzertgesellschaft a Hamburg. El 1896 va fundar-se la Verein Hamburgischer Musikfreunde (trad.: Associó de melòmans d'Hamburg) que volia crear una orquestra simfònica permanent. El 1934, després de la jubilació del seu darrere director Karl Muck al 19 de maig de 1933, l'orchestra va fusionar amb l'Hamburger Opernorchester i esdevenir el Philharmonisches Staatsorchester (trad.: Orquestra filhamònic de l'estat), sota la dirreció d'Eugen Jochum fins al 1949.
El 2008 van guanyar el premi musical Brahmspreis.
Uns concerts notables
- Estrena alemanya de la Simfonia núm. 5 de Piotr Ilitx Txaikovski (1898). Txaikovski va dedicar-la a la presidència de la societat filharmònica. El 1905, el compositor va dirigir l'execució d'aquesta obra a Hamburg.
- L'estrena alemanya del pianista Walter Gieseking i de Yehudi Menuhin (quan aquest darrere tenia 12 anys).
- El 1922, Serguei Prokófiev i Ígor Stravinski van dirigir l'orchestra
- El 1973 Carlos Kleiber va dirigir la Philharmonische Staatsorchester al Concert per a piano núm. 5 de Ludwig van Beethoven amb Arturo Benedetti Michelangeli com solista.

Directors d'orquestra
- Max Fiedler (1904–1922)
- Karl Muck (1922–1934)
- Eugen Jochum (1934–1949)
- Joseph Keilberth (1951–1961)
- Wolfgang Sawallisch (1961–1973)[5]
- Horst Stein (1973–1976)
- Christoph von Dohnányi (1977–1984)
- Hans Zender (1984–1988)
- Gerd Albrecht (1988–1997)
- Ingo Metzmacher (1997–2005)
- Simone Young (des de 2005)